# Nainville-les-Roches
Nainville-les-Roches és un municipi francès, situat al departament de l'Essonne i a la regió de Illa de França. L'any 2007 tenia 443 habitants.
Forma part del cantó de Mennecy, del districte d'Évry i de la Comunitat de comunes de la Val d'Essonne.

## Demografia

### Població
El 2007 la població de fet de Nainville-les-Roches era de 443 persones. Hi havia 167 famílies, de les quals 40 eren unipersonals (12 homes vivint sols i 28 dones vivint soles), 44 parelles sense fills, 75 parelles amb fills i 8 famílies monoparentals amb fills.
La població ha evolucionat segons el següent gràfic:
Habitants censats

### Habitatges
El 2007 hi havia 221 habitatges, 168 eren l'habitatge principal de la família, 46 eren segones residències i 7 estaven desocupats. 169 eren cases i 17 eren apartaments. Dels 168 habitatges principals, 141 estaven ocupats pels seus propietaris, 24 estaven llogats i ocupats pels llogaters i 3 estaven cedits a títol gratuït; 4 tenien dues cambres, 25 en tenien tres, 40 en tenien quatre i 100 en tenien cinc o més. 156 habitatges disposaven pel capbaix d'una plaça de pàrquing. A 59 habitatges hi havia un automòbil i a 101 n'hi havia dos o més.

### Piràmide de població
La piràmide de població per edats i sexe el 2009 era:
| Homes | Edats   | Dones |
| ----- | ------- | ----- |
| 4     | 95 o +  | 0     |
| 0     | 90 a 94 | 0     |
| 0     | 85 a 89 | 0     |
| 0     | 80 a 84 | 0     |
| 4     | 75 a 79 | 0     |
| 8     | 70 a 74 | 8     |
| 0     | 65 a 69 | 12    |
| 8     | 60 a 64 | 0     |
| 16    | 55 a 59 | 8     |
| 32    | 50 a 54 | 32    |
| 16    | 45 a 49 | 24    |
| 24    | 40 a 44 | 20    |
| 16    | 35 a 39 | 12    |
| 24    | 30 a 34 | 20    |
| 8     | 25 a 29 | 16    |
| 16    | 20 a 24 | 8     |
| 16    | 15 a 19 | 16    |
| 24    | 10 a 14 | 24    |
| 24    | 5 a 9   | 12    |
| 0     | 0 a 4   | 20    |

## Economia
El 2007 la població en edat de treballar era de 320 persones, 242 eren actives i 78 eren inactives. De les 242 persones actives 226 estaven ocupades (119 homes i 107 dones) i 16 estaven aturades (5 homes i 11 dones). De les 78 persones inactives 25 estaven jubilades, 38 estaven estudiant i 15 estaven classificades com a «altres inactius».

### Ingressos
El 2009 a Nainville-les-Roches hi havia 165 unitats fiscals que integraven 463,5 persones, la mediana anual d'ingressos fiscals per persona era de 26.364 €.

### Activitats econòmiques
Dels 17 establiments que hi havia el 2007, 1 era d'una empresa de fabricació d'altres productes industrials, 4 d'empreses de construcció, 4 d'empreses de comerç i reparació d'automòbils, 3 d'empreses de transport, 2 d'empreses d'hostatgeria i restauració, 1 d'una empresa d'informació i comunicació, 1 d'una empresa financera i 1 d'una empresa immobiliària.
Dels 3 establiments de servei als particulars que hi havia el 2009, 1 era un paleta, 1 guixaire pintor i 1 electricista.

## Equipaments sanitaris i escolars
El 2009 hi havia una escola elemental.

## Poblacions més properes
El següent diagrama mostra les poblacions més properes.